# Antifascistisk aktion i Sverige
Antifascistisk aktion (AFA, uttalat Afa) är ett svenskt våldsbejakande vänsterextremt autonomt nätverk, bildat 1993, som en del av det internationella nätverket Antifascistisk aktion. Nätverket består av militanta antifascister som har sin ideologiska grund i olika former av socialism. AFA:s övergripande mål är att genom en revolution avskaffa den nuvarande samhällsordningen till förmån för ett stats- och klasslöst samhälle. Nätverket bekämpar organisationer och personer inom den nationella rörelsen, men även myndigheter, företag och förtroendevalda politiker som de anser bidrar till att upprätthålla den nuvarande samhällsordningen som AFA ser som förtryckande.
AFA:s aktioner har i vissa fall varit våldsamma, och organisationen har tagit på sig skulden för bland annat mordbränder, misshandel och hot mot aktörer som ses som motståndare. AFA menar att våld är en metod för att uppnå organisationens mål. Säkerhetspolisen ser AFA som en av de ledande organisationerna inom vad man kallar den autonoma miljön. Den autonoma miljön, där AFA ingår, utgör ett hot mot delar av det demokratiska statsskickets grundläggande funktioner, har hög förmåga till ordningsstörningar och är ett allvarligt hot mot enskilda individers fri- och rättigheter.

## Historik
AFA tillhör den fjärde vågens antirasism. I början av 1990-talet började den autonoma rörelsen allt mer fokusera på den framväxande Vit makt-miljön. En trolig orsak bakom fokusförflyttningen står att finna i de grova våldsbrott och aktioner som riktades mot ett 15-tal flyktingförläggningar, något som kom att lägga grunden för den autonoma antifascismen. Organisationsnamnet Antifascistisk aktion förekom vid 1991 års motmanifestationer på Karl XII:s dödsdag men det var först 1993 som det svenska landsomfattande nätverket bildades med avsikt att bättre kunna organisera anarkismen i Sverige.

## Ideologi
AFA-nätverket är en revolutionär, socialistisk rörelse som verkar för ett stats- och klasslöst samhälle. Detta nås genom att avskaffa parlamentarismen till förmån för ett plant folkstyre av frihetligt socialistisk modell. AFA-gruppernas minsta gemensamma nämnare är viljan att bekämpa sexism, kapitalism, rasism och homofobi. AFA betecknar sig som militant, vilket definieras som beredskap att försvara sig och sina ideal genom att föra en kompromisslös kamp där man själv avgör vad som är rätt och fel.

## Organisation och verksamhet
AFA menar att man inte har någon central styrelse eller ledning utan är en platt nätverksbaserad organisation. AFA-nätverkets huvudsakliga uppgift är att utbyta information, samla erfarenheter och samordna aktiviteter mellan lokalgrupperna. Det finns en övergripande struktur och det hålls varje år landsmöten där riktlinjer dras upp och prioteringar görs, ett arbete som sedan ibland leder till nationella kampanjer. Dock är inte alla AFA-grupper en del av det landsomfattande nätverket. AFA-grupper som inte anges som lokalgrupper av Antifascistisk Aktion Sverige är bland annat AFA-kilo (Stockholm), AFA-Julia (Malmö) och AFA-Vellinge. AFA har deltagit i olika samarbeten i Sverige genom sitt medlemskap i Nätverket mot rasism och lokala nätverksgrupper. AFA samarbetar även med antirasistiska nätverk i övriga Europa.
AFA sysslar med allt från opinionsbildning i form av affischering och demonstrationer till direkta aktioner som kan omfatta även skadegörelse och misshandel ("fysisk konfrontation"). AFA menar själva att de våldsamma aktionerna bara är en liten del av organisationens verksamhet. Opinionsbildningen omfattar bland annat att uppmärksamma allmänheten på vilka som är nazister och mobilisering av protester mot nazistiska möten. Det kan också handla om att prata med föräldrarna till yngre personer som är nazister.
AFA har också en underrättelseenhet som bedriver dokumentation kring extremhögern, AFA dokumentation. Deras material används ibland även av journalister och tidningar. AFA:s dokumentationsenhet har också skrivit om de nya organisationsmodellerna bland svenska nazister i en bok om högerextrema rörelser, antologin Brunt!. 2004 gjorde AFA dokumentation intrång i Nordiska förlagets datorer och kom då över deras kundregister.

## AFA:s aktioner

### Arbetssätt

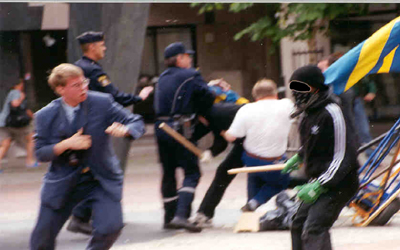
AFA Jönköping attackerar ett torgmöte arrangerat av Sverigedemokraterna, 1998.

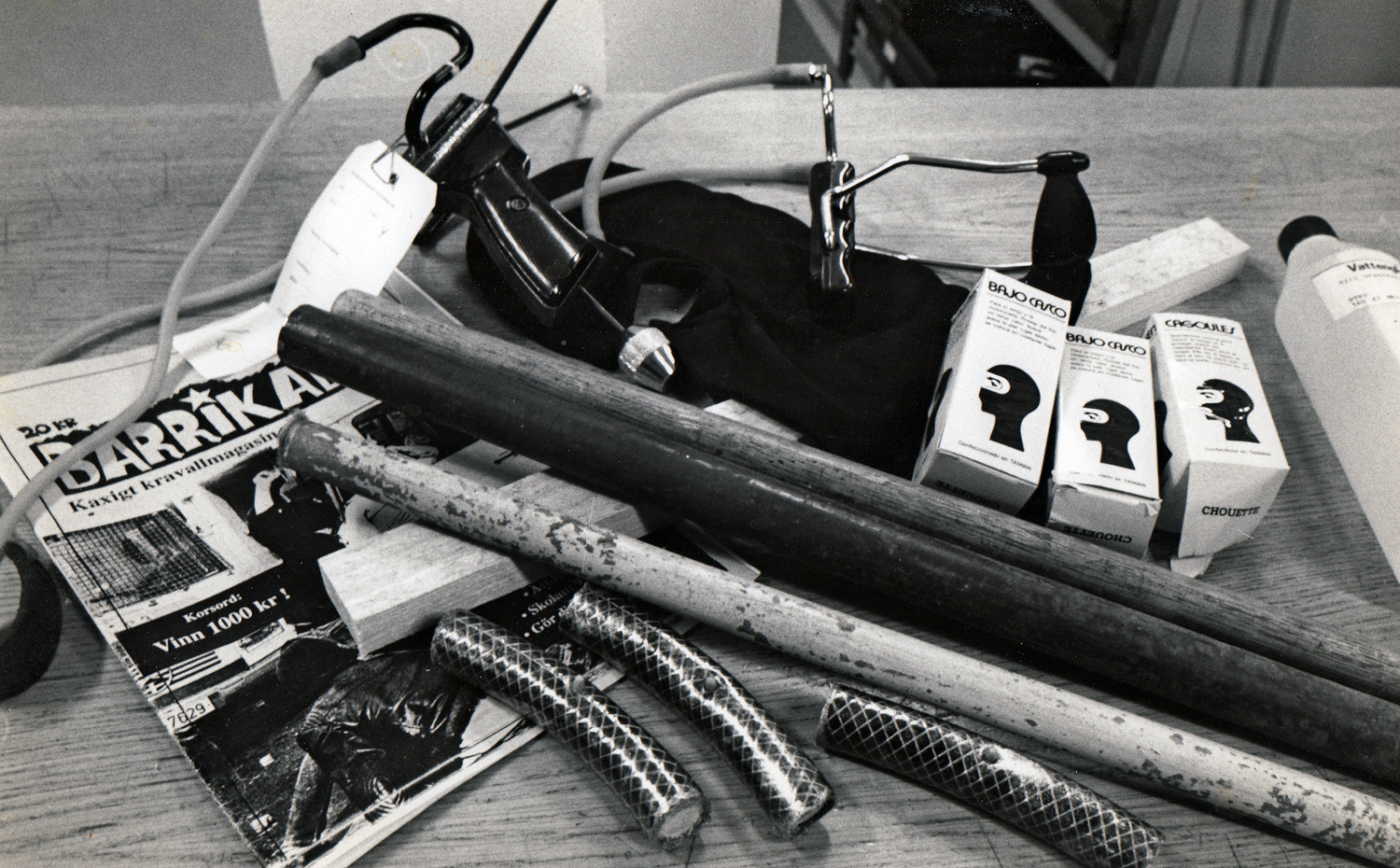
Slangbellor, järnrör, balaklavas, knallskott mm. Beslagtaget av Malmö polisen 1994 i samband med en demonstration.

AFA har tagit på sig ansvar för olagliga attacker riktade mot företrädare för politiska partier och organisationer inom nationella rörelsen, såsom Nationaldemokraterna och Svenska motståndsrörelsen. Organisationen har även riktat attacker mot riksdagspartierna Kristdemokraterna, Sverigedemokraterna och Centerpartiet.
AFA arbetar enligt principen om direkt aktion och de anpassar sina arbetsmetoder efter vad de anser att situationen kräver, även om detta innebär brott mot lag och ordning. AFA anser att ett visst våld är ofrånkomligt i kampen mot nazismen och kapitalismen. Dessa metoder har vid vissa tillfällen kommit att innebära konfrontation med polisen. I en guide som man utarbetat fastslås att våld är en metod för att uppnå organisationens mål.
AFA för register över privatpersoner som är medlemmar eller aktiva i partier och organisationer som de vill bekämpa och genom att meddela föreningar eller arbetsplatser om en viss persons åsikter kan de få personen avstängd eller utesluten från jobb och föreningar. Registren består av uppgifter med människors namn, adresser, personuppgifter, personliga relationer och så vidare. Målet med att registrera människor är att använda uppgifterna för att tvinga högerextremister att lämna sina organisationer.
Det har skett att privatpersoner blivit anklagade för att vara nazister och sedan fått bilar och hus vandaliserade på nätterna trots att dessa inte är nazister.
De flesta AFA-aktivister har valt att förbli anonyma. Skälet till detta uppger man handlar om den personliga säkerheten för medlemmarna. Ett undantag utgörs av Salka Sandén som skrivit boken Deltagänget om sin tid i rörelsen.

### Exempel på aktioner där AFA tagit på sig ansvar
- Under demonstrationerna under EU-toppmötet i Göteborg 2001 deltog AFA som en av organisatörerna i egenskap av att vara med i Göteborgsaktionen.[21]
- 2005 genomförde AFA en affischkampanj mot tunnelbaneoperatören i Stockholm eftersom operatören kontaktar polisen när personer som vistas illegalt i landet åker fast för att ha tjuvåkt, vilket kan leda till att de utvisas.[22]
- AFA har officiellt tagit på sig branden i Tråvads spinneri i Vara kommun, ett välkänt tillhåll för nazister, i december 2005. Händelsen betraktades som mordbrand av polisen.[23]
- Julen 2005 kastades målarfärg mot migrationsverket i Solna, och AFA tog på sig ansvaret för händelsen på sin hemsida.[24]
- AFA har tagit på sig ansvaret för den attacken på Migrationsverket i Norrköping januari 2006. Händelsen omfattar skadegörelse och hot mot enskilda handläggare.[24]
- Sverigedemokrater som firade nationaldagen i Rottne 2006 attackerades med "basebollträ el liknande”, enligt polisen. AFA Jönköping tog i ett pressmeddelande på sig attacken.[25]
- En lokal tillhörande Kristdemokraterna i Kalmar blev nedsprejad med slagord och fick fönsterrutor sönderslagna i juni 2006. AFA Dackebygd tog på sin hemsida på sig dådet och menade att den berodde på att de ville uppmärksamma Kristdemokraternas Ungdomsförbund på KD:s "arbetarfientliga attacker".[26]
- I oktober 2006 hotade AFA att blockera det första kommunfullmäktigesammanträdet i Göteborg efter valet, eftersom Sverigedemokraterna blivit invalda.[27][28]
- I januari 2007 slogs fönsterrutorna sönder hos en Sverigedemokratisk lokalpolitiker i Kalmar. På sin hemsida tog AFA Dackebygd på sig dådet.[29]
- I juli 2007 attackerade och hotades en domare vid Migrationsdomstolen i Göteborg. Gärningsmännen slog in en yxa i domarens ytterdörr, sprejmålade på huset och hällde ut rödfärg. Man lade också ut domarens och flera av hans kollegors personuppgifter på internet. På sin hemsida tog AFA på sig dådet.[30]
- I augusti 2008 sattes i Uppsala upp affischer med namn och bild på en person som uppgavs vara nazist. Mot en ersättning om 500 kronor och ett gratis knogjärn uppmanades folk misshandla mannen. På AFA:s hemsida tag gruppen på sig ansvaret för affischerna och misshandeln lanserades som ett sätt att skapa arbetstillfällen.[31]
- I februari 2009 misshandlades den nationaldemokratiska politikern Vávra Suk.  Dådet har av Polisen rubricerats som mordförsök. AFA tog på sin hemsida på sig ansvaret för dådet.[32]
- 8 mars 2009, på internationella kvinnodagen, kastade personer från AFA-Stockholm och Revolutionära Fronten färgbomber på Kristdemokraternas Rikskansli i Stockholm.[15]
- 22 augusti 2009 anordnas Reclaim Rosengård, med AFA-Julia (en grupp utanför AFA-nätverket) som medarrangör.[33][34]
- Under 2012 har AFA och Revolutionära fronten i Eskilstuna riktat misshandel, skadegörelse och hotbrev mot Klassiskt liberala partiet, Kristdemokraterna och Sverigedemokraterna.[35]

### Övriga aktioner
- Enligt uppgifter från Polisen tillhörde många av dem som frihetsberövades i samband med kravallerna i Rosengård 2008 AFA.[36][37] Polisen grep en aktivist från AFA och omhändertog arton under den första natten som oroligheterna pågick. Enligt polisens bedömning hade kravallerna inte trappats upp på det aggressiva sätt som skedde om det inte hade varit för AFA.[37][38]

## Utomståendes syn på AFA

### Andra organisationer
AFA har blivit hårt kritiserat av andra organisationer som brukar räknas till den revolutionära och reformistiska rörelsen. AFA:s utrymme och stöd inom svensk politisk vänster, i bred bemärkelse, minskade kraftigt efter Göteborgskravallerna 2001. I Sverige ger varken Landsorganisationen (LO) eller mer radikala fackförbund som Sveriges Arbetares Centralorganisation (SAC) eller Svenska hamnarbetarförbundet sitt stöd till AFA.

### Svenska säkerhetspolisen
Säkerhetspolisen ser AFA som en av de ledande organisationerna inom vad man kallar den autonoma miljön.  De ansåg år 2009 att organisationen inte ansågs utgöra ett hot mot det demokratiska systemet i dagens Sverige, men de menade att AFA kan innebära nog så allvarliga hot mot enskilda individer. Säkerhetspolisen menar att anhängare till AFA genomför en omfattande kartläggning av personer som är aktiva inom vit makt-miljön, att de ägnar sig åt hot och attacker mot enskilda personer och att militans och symboliska aktioner förespråkas.
Den 11 mars 2014 gjorde Säkerhetspolisen följande bedömning av bl.a. den autonoma miljön inom vilken AFA verkar: "I dagsläget bedömer vi att varken den autonoma miljön eller vit makt-miljön har förmåga att ändra vårt statsskick som helhet. Däremot har de såväl avsikt som förmåga att utgöra ett allvarligt hot mot såväl funktioner i samhället som mot enskilda individer genom att avskräcka eller hindra någon från att uttrycka en åsikt. Varje fall där någon av extremistmiljöerna använder våld för att någon eller några inte ska få höras i den fria debatten är ett hot mot yttrandefriheten, och i förlängningen demokratin".
Den 7 mars 2008 publicerade Säkerhetspolisen en rapport om hot mot förtroendevalda inom kommuner och landsting, där man menar att Sverigedemokratiska förtroendevalda "utsätts kontinuerligt för hot och aktioner från AFA, eller från personer som använder sig av AFA:s symboler". Vidare skriver Säpo att "den huvudsakliga avsikten verkar vara att förmå politiker att lämna sina politiska uppdrag".